# X (film)
X (エックス?, Ekkusu) è un film d'animazione del 1996 diretto da Rintarō.
Il soggetto è tratto dall'omonimo manga delle CLAMP.

## Serie televisiva
Le vicende del film proseguono nella serie anime televisiva X, trasmessa in Giappone dal 3 ottobre 2001 al 27 marzo 2002.